# Marco Ostorio Scapula
Marco Ostorio Scapula (... – 66) è stato un senatore romano.

## Biografia
Egli proveniva da una famiglia plebea, che solo nel primo periodo imperiale acquisì un'importanza politica. 
Publio Ostorio Scapula, suo nonno, fu prefetto d'Egitto ai tempi dell'imperatore Augusto, mentre il suo prozio, Quinto Ostorio Scapula, fu, nello stesso periodo e insieme a Publio Salvio Apro, il primo prefetto del pretorio (praefectus praetorio). Il padre, Publio Ostorio Scapula, divenne, sotto l'imperatore Claudio, consul suffectus (prima del 47) e governatore della provincia britannica.
Ancor giovane, Marco Ostorio Scapula prese parte in Britannia alle battaglie che il padre condusse per reprimere la rivolta dei Siluri guidati da Carataco. 
Dopo la vittoria sugli Iceni, gli fu conferita la Corona Civica per aver salvato cittadini romani. Dopo egli imboccò la carriera politica. Tuttavia del cursus honorum di Scapula è noto solo che nel 59 fu promosso da Nerone, nel quarto trimestre del 59, consul suffectus. Nell'anno 62 Scapula salvò il pretore Antistio Sosiano, che a causa di alcuni versi ironici su Nerone fu accusato di lesa maestà. Tuttavia Antistio, nel 66, levò un'accusa, in concomitanza con la congiura di Pisone, contro Scapula per congiura, alla quale Scapula poté scampare solo con il suicidio.